# Reuven Rivlin
Reuven Rivlin (hebreiska: ראובן ריבלין), född 9 september 1939 i Jerusalem, Brittiska Palestina, är en israelisk politiker. Han var landets president mellan 2014 och 2021 och efterträddes av Isaac Herzog.

## Biografi
Rivlin var Israels tionde president från den 24 juli 2014 till den 7 juli 2021. Han tillhör partiet Likud och var Ledamot av Knesset 1988-1992 och 1996-2014. Han var kommunikationsminister i Ariel Sharons regering 2001-2003 samt Knessets talman 2003-2006 och 2009-2013, medan Likuds hade ställningen som största parti. Han var Likuds partiordförande 1988-1993.
Den 10 juni 2014 valdes Reuven Rivlin till Israels president av Knesset, och han efterträdde Shimon Peres den 24 juli. Han avgick den 7 juli 2021 till förmån för Arbetarpartiets tidigare ordförande Isaac Herzog, son till Rivlins företrädare Chaim Herzog (president 1983-1993). 
Inom Likud ansågs Rivlin ha tillhört en liberal, mer försonlig flygel och verkade särskilt under sin presidenttid som en kontrast mot den hårdföre Netanyahu, till exempel inför den kontroversiella nationalstatslagen som 2018 förklarade Israel officiellt som en "judisk stat". Han anses ha ett gott rykte hos landets minoritetsgrupper, såväl landets stora arabiska minoritet som kristna minoritetsgrupper, och talar flytande arabiska. Rivlin har förespråkat en enstatslösning på Israel-Palestinakonflikten med israeliskt medborgarskap för palestinier i Gazaremsan och på Västbanken.